# Congrès mondial macédonien
Pour les articles homonymes, voir CMM.
Congrès mondial macédonien ou CMM (en macédonien Светски Македонски Конгрес, en anglais World Macedonian Congress), formé en 1899 à Genève, en Suisse,  est une organisation internationale non gouvernementale, à but non lucratif et à but non politique, ce qui représente une informel Parlement mondial des Macédoniens de toutes les parties de la Macédoine dans le monde,,.